# Tantalcarburo
Il tantalcarburo è un minerale scoperto in Russia sui monti Urali nei pressi di Nižnij Tagil e sui monti Altaj nel 1909 e classificato inizialmente con tantalio nativo. Nel 1962 si è scoperto che in realtà si tratta di carburo di tantalio. Prende il nome dalla sua composizione chimica (tantalio e carbonio).

## Morfologia
Il tantalcarburo è stato scoperto sotto forma di cristalli cubo-ottaedrici ben formati e di granuli concresciuti di circa 0,1mm.

## Origine e giacitura
Si trova nei concentramenti dei depositi di platino. È l'analogo del niobocarburo con tantalio al posto del niobio.